# 2642 Vésale
2642 Vésale este un asteroid din centura principală, descoperit pe 14 septembrie 1961, de Sylvain Arend.